# 利居热
利居热（法語：Ligugé，法語發音：[liɡyʒe]）是法国新阿基坦大区维埃纳省的一个市镇，位于该省中部，属于普瓦捷区。

## 地理
利居热（46°31'5"N, 0°19'47"E）面积22.77 平方千米，位于法国新阿基坦大区维埃纳省，该省份为法国中西部省份，北起曼恩-卢瓦尔省和安德尔-卢瓦尔省，西接德塞夫勒省，南至夏朗德省，东南接上维埃纳省，东临安德尔省。
与利居热接壤的市镇（或旧市镇、城区）包括：克鲁泰勒、方丹勒孔特、伊特伊、马尔赛、普瓦捷、圣伯努瓦、斯马尔沃。

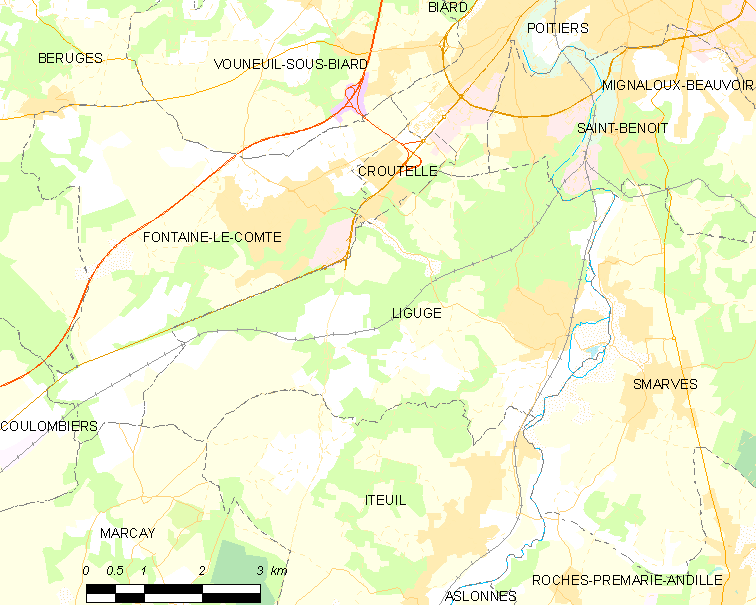
利居热的OSM定位图

利居热的时区为UTC+01:00、UTC+02:00（夏令时）。

## 行政
利居热的邮政编码为86240，INSEE市镇编码为86133。

## 政治
利居热所属的省级选区为普瓦捷第五县。

## 人口

1962-2008年间利居热人口变化图示

利居热于2022年1月1日时的人口数量为3429人。

## 友好城市
- 英格兰Sonning
- 德国洛尔希